# Оталампі
Оталампі (фін. Otalampi) — село в Фінляндії, входить до складу волості Віхті, повіту Уусімаа.